# بيلي باكستر
بيلي باكستر (بالإنجليزية: Billy Baxter)‏ (23 أبريل 1939 إدنبرة المملكة المتحدة - 25 مايو 2009 دنفيرملين المملكة المتحدة) هو لاعب كرة قدم بريطاني سابق كان يلعب كمدافع.